# Руис Кортинес, Адольфо
Адо́льфо Тома́с Руи́с Корти́нес (исп. Adolfo Tomás Ruiz Cortines; 30 декабря 1890, Веракрус — 3 декабря 1973, Мехико) — мексиканский государственный деятель, президент Мексики (1952—1958).

## Биография
Родился в семье губернатора штат Веракрус Адольфо Руиса Техады. В силу семейных обстоятельств не смог получить высшего образования, оказавшись в 16 лет главой семейства, был вынужден работать помощником учетчика на предприятии по пошиву одежды.
В 1912 году в 23 года переехал в Мехико и вступает в революционные силы под командованием Альфредо Роблеса. В 1935 году становится управляющим директором в Мехико.
- 1940 г. был назначен министром правительства,
- 1944—1948 гг. — губернатор штата Веракрус, активно осуществлял проекты в сфере обеспечения доступности образования, предоставил женщинам избирательное право на местных и муниципальных выборах, в штате осуществлялось активное дородное строительство и возведение мостовых конструкций,
- 1952—1958 гг. — президент Мексики.

В сфере экономики установил жесткий контроль государственных расходов, инициировал многие инфраструктурные проекты. Один из наиболее масштабных — названием «Марш к морю» по переселению части населения из высокогорья на побережье, более эффективного использования и развития морских ресурсов, прибрежных зон. Была разработана специальная программа, нацеленная на ликвидацию малярии. Основное внимание он уделял модернизации портов и морского транспорта. Также осуществились программы по развитию аграрного сектора, улучшения жизни сельского населения, был принят ряд мер по защите фермеров от стихийных бедствий. При нём возобновилась раздача крестьянам земель, расширялась социальная помощь рабочим. В целях стимулирования жилищного строительства создал Национальный жилищный институт, деятельность которого способствовала развитию промышленности, малого и среднего бизнеса. Также заложил основу для развития нефтехимической промышленности и способствовал созданию новых рабочих мест. Им была организована национальная комиссия по ядерной энергии, провел материально-технологическое переоснащение ведущих университетов, инициировал их субсидирование. В области государственных финансов за счёт антиинфляционной политики сумел обеспечить существенный рост мексиканской экономики, впервые за многие годы бюджет страны стал профицитным. Однако, в 1953 г. произошло снижение частных инвестиций, что привело к потере популярности главы государства и заставило его переориентировать политику на задачу роста производства.
В политической сфере в самом начале своего президентского срока он внёс изменения в статью 34 Конституции, чтобы предоставить женщинам равные политические права с мужчинами, в том числе право голоса. Также проводил антикоррупционную политику, обязав кандидатов на государственную службу декларировать свои доходы. В сфере международных отношений произошло охлаждение отношений с США. В 1956 году прошли трёхсторонние переговоры глав США, Канады и Мексики по вопросам иммиграции, экономического сотрудничества, гражданской авиации и проблеме незаконного лова рыбы в прибрежных районах.
После завершения президентского срока ушёл из политики.